# GSC4836-1179
GSC4836-1179 — хімічно пекулярна зоря спектрального класу Sr, що має видиму зоряну величину в смузі V приблизно  9,6.

## Пекулярний хімічний склад
Зоряна атмосфера GSC4836-1179 має підвищений вміст 
Eu
.